# Big Creek (Yukon River, Kanada)
Der Big Creek (big englisch für „groß“; creek ist ein amerikanisch-englischer Begriff für „kleinerer Fluss“) ist ein etwa 120 km langer linker Nebenfluss des Yukon River im kanadischen Yukon-Territorium.

## Flusslauf
Der Big Creek entspringt an der Nordostflanke des Mount Langham auf einer Höhe von etwa 1500 m. Er fließt anfangs 14 km nach Norden. Er nimmt einen größeren Nebenfluss linksseitig auf und wendet sich in Richtung Ostnordost. Nach etwa 25 km wendet sich der Big Creek allmählich nach Südosten. Bei Flusskilometer 47 bzw. 43 münden Seymour Creek und Stoddart Creek rechtsseitig in den Big Creek. Dieser wendet sich in Richtung Nordnordost und erreicht schließlich 6,5 km westnordwestlich der Siedlung Minto das linke Flussufer des Yukon River. Etwa 5 km oberhalb der Mündung kreuzt eine Nebenstraße den Fluss, die vom Minto gegenüberliegenden Flussufer zur weiter nordwestlich gelegenen Minto-Mine führt.

## Einzugsgebiet
Das etwa 1810 km² große Einzugsgebiet liegt in der Dawson Range. Im Nordwesten reicht es bis zu den Bergen Prospector Mountain (1837 m) und Apex Mountain (1863 m), im Südwesten bis zum Mount Langham (1889 m) sowie im Süden bis zum Klaza Mountain (1723 m). Das Einzugsgebiet des Big Creek grenzt im Osten an das des Nordenskiold River, im Süden an das des Nisling River, im Westen an das des Klotassin River sowie im Norden an die Einzugsgebiete von Selwyn River und Wolverine Creek.

## Hydrometrie
Der Abflusspegel 09AH003 befindet sich etwa 5 km oberhalb der Mündung in den Yukon River. Der mittlere Abfluss in den Jahren 1974–2019 betrug 7,86 m³/s. Das Einzugsgebiet am Abflusspegel beträgt etwa 1800 km². Die höchsten mittleren monatlichen Abflüsse treten während der Schneeschmelze im Mai mit 25,1 m³/s auf, die niedrigsten im März mit 0,28 m³/s.